# جون ك. تايلور
جون ك. تايلور (بالإنجليزية: John C. Taylor)‏ هو محامي وسياسي أمريكي، ولد في 2 مارس 1890 في هونيا باث في الولايات المتحدة، وتوفي في 25 مارس 1983 في أندرسون في الولايات المتحدة. حزبياً، نشط في الحزب الديمقراطي. وقد انتخب عضو مجلس ولاية كارولاينا الجنوبية وانتخب عضو مجلس النواب الأمريكي.